# Pentoo
Pentoo – dystrybucja GNU/Linuksa dostępna w postaci Live CD, bazująca na Gentoo. Zawiera zestaw narzędzi do testowania sieci, bezpieczeństwa stacji oraz wykrywania włamań.